# Pădureni (Mărgineni), Bacău
Pădureni (în trecut, Secătura) este un sat în comuna Mărgineni din județul Bacău, Moldova, România.